# 存储池
存储池，是微软在Windows Server 2012开始加入的一个新功能，同时出现在与其同期的桌面版操作系统Windows 8上，但功能略有删减。存储池功能包括一个可以向其添加硬盘的“池”，以及可以从池中建立虚拟的由windows管理的磁盘“存储空间”。
在Windows Server 2012 r2和Windows 10中，存储池增加了优化空间功能，powershell指令为Optimize-Storagepool，该指令可以平衡池中各虚拟磁盘在物理磁盘中的分布情况。

## 开始使用
管理员权限下执行powershell指令：
Get-PhysicalDisk

当结果中有-CanPool为true的磁盘时，用户可以开始构建存储池
```
$disks
 
=
 
Get-PhysicalDisk
 
-CanPool
 
$true

$subSysName
 
=
 
(
Get-StorageSubSystem
).
FriendlyName

New-StoragePool
 
-FriendlyName
 
<
YourFriendlyName
>
 
-StorageSubsystemFriendlyName
 
$subSysName
 
-PhysicalDisks
 
$disks

```

构建成功后，需要构建虚拟磁盘以利用存储池内的空间
```
New-VirtualDisk
 
-FriendlyName
 
<
DiskName
>
 
-StoragePoolFriendlyName
 
<
刚刚创建的存储池名
>
 
-NumberOfColumns
 
<
number
,
 
allign
 
with
 
disk
 
number
>
 
-UseMaximumSize
 
-ResiliencySettingName
 
Simple

```

执行成功后系统将创建一块虚拟磁盘，该磁盘类似于raid0或job（具体取决于您指定的NumberOfColumns参数，最小为1，最大为当前池中可用的磁盘数）